# Reiner Uthoff
Reiner Uthoff (* 19. September 1937 in Bielefeld; † 5. Juni 2024) war ein deutscher Schriftsteller, Theaterleiter und Kabarettist, der in München lebte.

## Leben
Reiner Uthoff, Sohn des Arztes Walter Uthoff und dessen Frau Sylvia, geb. Distler, studierte Rechts- und Staatswissenschaften in Freiburg und München.
Seine Diplomarbeit behandelte das Kabarett als Mittel der öffentlichen Meinungsbildung (1964). 
Gemeinsam mit Horst Reichel und Ekkehart Kühn gründete Uthoff 1965 das Münchner Rationaltheater. Er war Vorsitzender des Arbeitskreises Münchner Bühnen sowie des Republikanischen Clubs München (1968).
Uthoff schrieb Theaterstücke und Programme sowie Dokumentationen über Parlamentarismus, Rechtsordnung, Einfluss der Kirchen in der Bundesrepublik Deutschland, Geschichte der SPD, Strafrechtsreform, Fremdarbeit in Europa, Erziehung in der Bundesrepublik Deutschland.
Er war zeitweilig Berater des Kulturausschusses München zu Fragen der Theaterförderung. Zwischen 1981 und 1998 war er Pilot und Geschäftsführer einer Bedarfsfluggesellschaft.
Von 1994 bis 1998 wurde das Rationaltheater nach Auseinandersetzungen mit der Landeshauptstadt München geschlossen. Im Jahr 2006 übernahm sein Sohn die Leitung. Im Herbst 2008 verpachtete Reiner Uthoff das Theater an den Filmemacher und Produzenten Dietmar Höss.
Er war verheiratet mit Sylvia Uthoff. Der Kabarettist Max Uthoff ist einer ihrer beiden gemeinsamen Söhne.

## Schriften (Auswahl)
- Das Gaga Lexikon. 1000 Grundbegriffe der Politik. München 1998, ISBN 978-3-933568-00-7.
- Tatort Vatikan. München 1998, ISBN 978-3-933568-03-8.
- Über die Unverhältnismäßigkeit von Verbrechen und Strafe in einem sozialen Rechtsstaat – Der Fall Rudolf G. Hamburg 1972.
- Gottes Speise ist Konfetti: 36 Gedichte ad pias causas. Carl v. Ossietzky Verlag, Bielefeld, München 1962.
- Die drei Säulen des Kapitalismus. Unterdrückung = „Knast“. Justiz = „Bonn Hur“. Ausbeutung = „Wer beschiss Salvatore“. Drei Programme vom Münchner Rationaltheater. München o. J.
- Vom säugling zum bückling. Erziehung in der BRD. Eigenverlag, München 1972.
- Über den Bahnen der Raubvögel. Europäischer Verlag, Wien 1962.